# ویلاندریتسا
ویلاندریتسا (به صربی: Vilandrica) یک منطقهٔ مسکونی در صربستان است که در Gadžin Han واقع شده‌است.